# Hrabovka
Hrabovka és un poble i municipi d'Eslovàquia que es troba a la regió de Trenčín.

## Història
La primera menció escrita de la vila es remunta al 1423.

## Demografia
| Godina             | 1994 | 2004   | 2014   | 2024   |
| ------------------ | ---- | ------ | ------ | ------ |
| Nombre de persones | 419  | 431    | 420    | 439    |
| Diferència         |      | +2,86% | −2,55% | +4,52% |

| Godina             | 2023 | 2024   |
| ------------------ | ---- | ------ |
| Nombre de persones | 440  | 439    |
| Diferència         |      | −0,22% |